# Murat Akın
Murat Akın (* 22. Oktober 1986 in Sint-Niklaas) ist ein ehemaliger belgisch-türkischer Fußballspieler. Er erlangte von der türkischen Sportpresse dadurch Aufmerksamkeit, weil er mit seinen Vereinen insgesamt sieben Mal von der TFF 1. Lig in die Süper Lig aufgestiegen war. Von diesen sieben Aufstiegen erreichte er sechs in den Jahren 2010 bis 2016 hintereinander.

## Karriere
Murat Akın startete seine Profilaufbahn beim KSK Beveren, wo er es allerdings auf lediglich zwei Profiligaeinsätze brachte und schließlich 2005 zum FC Nieuwkerken-St. Niklaas in die dritthöchste Spielklasse des Landes wechselte, wo er zu einem Stammspieler wurde. Zum Frühjahr 2008 wechselte er zum türkischen damaligen Erstligisten Kasımpaşa und wurde auch hier auf Anhieb Stammspieler. Nachdem sein Verein zum Saisonende den Klassenerhalt nicht hatte erreichen können, spielte er in der kommenden Saison in der TFF 1. Lig. Hier gelang ihm mit seiner Mannschaft der direkte Wiederaufstieg in die Süper Lig. In der Saison 2009/10 verlor er unter dem neuen Trainer Yılmaz Vural seinen Stammplatz und machte als Ersatzspieler zehn Ligapartien.
Zur neuen Saison wurde er an den Zweitligisten Orduspor ausgeliehen. Mit seiner neuen Mannschaft erreichte er über die Play-off-Phase der TFF 1. Lig den Aufstieg in die Süper Lig.
Zur Saison 2011/12 kehrte er zum mittlerweile wieder zweitklassig spielenden Kasımpaşa zurück. Hier erhielt er unter dem neuen Trainer Uğur Tütüneker, mit dem er bereits bei Orduspor zusammengearbeitet hatte, wieder seinen Stammplatz. Gegen Saisonende wurde Tütüneker wie letzte Saison bei Orduspor durch Metin Diyadin ersetzt. Auch Diyadin setzte wieder Akın. So erreichte man wie letzte Saison mit Orduspor auch mit diesem das Playoff-Finale der TFF 1. Lig. Hier setzte man sich in der Verlängerung 2:3 gegen Adanaspor durch und erreichte den Aufstieg in die Süper Lig.
Zur Saison 2012/13 wechselte er ablösefrei zum Erstligisten Antalyaspor. Nachdem er bis zur Winterpause fast ausschließlich auf der Ersatzbank saß, wurde zur Winterpause sein Vertrag nach gegenseitigem Einvernehmen mit der Vereinsführung aufgelöst.
Wenige Tage nach seiner Vertragsauflösung mit Antalyaspor wurde sein Wechsel zum Zweitligisten Torku Konyaspor bekanntgegeben. Mit diesem Verein erreichte er über den Playoffsieg den Aufstieg in die süper Lig und vollbrachte damit diesen Erfolg mit drei verschiedenen Vereinen in Folge.
Zum Sommer 2013 wechselte er zum Erstligisten Kayseri Erciyesspor. Diesen Verein verließ er zur nächsten Rückrunde und heuerte anschließend beim Zweitligisten Istanbul Büyükşehir Belediyespor an. Mit diesem Klub beendete er die Saison als Meister und stieg in die Süper Lig auf.
Für die Winterpause 2014/15 wurde er an Zweitligisten Kayserispor ausgeliehen. Auch mit diesem Verein erreichte er die Zweitligameisterschaft und damit den Aufstieg in die Süper Lig. Dadurch wurde Akın die Ehre teil fünfmal in Folge in den Erstligaaufstieg erreichte zu haben. Nach Saisonende kehrte er zu Istanbul Büyükşehir Belediyespor zurück, jenem der Verein er seinen Verein im Sommer 2014 in Istanbul Başakşehir änderte.
Zur Saison 2015/16 wechselte er zum Zweitligisten Kardemir Karabükspor. Mit diesem Verein beendete er die Saison als Vizemeister und stieg damit zum siebten Mal, davon sechs Mal hintereinander, mit einer Mannschaft in die Süper Lig auf.
Im Sommer 2016 wechselte er in die Schweiz zum Zweitligisten FC Wil. Bereits Anfang 2017 kehrte er in die Türkei zurück und heuerte beim Zweitligisten Göztepe Izmir an. Auch mit diesem Verein erreichte der zum Saisonende den Aufstieg in die Süper Lig.
Zur Saison 2017/18 wechselte er zum Drittligisten Sakaryaspor und nur sechs Monate später weiter zu Kardemir Karabükspor in die Süper Lig.
Danach folgten noch zwei weitere Stationen in den unteren Spielklassen der Türkei. Im Januar 2019 wechselte er dann nochmal nach Belgien, zum SK Sint-Niklaas. Im Juli gleichen Jahres gab er sein Karriereende bekannt.

## Erfolge
Mit Kasımpaşa Istanbul
- Playoff-Sieger der TFF 1. Lig und Aufstieg in die Süper Lig: 2008/09
- Playoff-Sieger der TFF 1. Lig und Aufstieg in die Süper Lig: 2011/12

Mit Orduspor
- Playoff-Sieger der TFF 1. Lig und Aufstieg in die Süper Lig: 2010/11

Mit Konyaspor
- Playoff-Sieger der TFF 1. Lig und Aufstieg in die Süper Lig: 2012/13

Mit Istanbul Başakşehir
- Meister der TFF 1. Lig und Aufstieg in die Süper Lig: 2013/14

Mit Kayserispor
- Meister der TFF 1. Lig und Aufstieg in die Süper Lig: 2014/15

Mit Kardemir Karabükspor
- Vizemeister der TFF 1. Lig und Aufstieg in die Süper Lig: 2015/16

Mit Göztwepe Izmir
- Playoff-Sieger der TFF 1. Lig und Aufstieg in die Süper Lig: 2016/17